# Strumenti di misura da officina
Gli strumenti di misura sono numerosissimi, tuttavia i più comuni nelle lavorazioni meccaniche di officina non sono molti. Il loro impiego avviene specialmente in fase di tracciatura quando si determinano i limiti di lavorazione e successivamente in fase di verifica.
Di solito sono conservati nel magazzino dell'officina e vengono richiesti a turno dagli operai di banco solo quando necessario. Nelle officine più grandi si usa depositare un gettone o firmare un modulo quando si preleva uno strumento, per conoscere la dislocazione istantanea del materiale e il titolare del prestito. I più usati, quali il calibro e il metro a nastro, possono essere replicati in ogni banco per comodità. Viceversa nelle piccole officine o nei laboratori hobbystici sono conservati nei cassetti del banco o in apposite cassettiere separate.

## Barra sinusoidale
La barra sinusoidale è una barra scorrevole su rulli usata per la misura e la costruzione di angoli. Il suo impiego è semplice e si basa sulle note formule di trigonometria applicate al triangolo la cui ipotenusa è il piano superiore della barra stessa.

## Blocchetti di riscontro
I blocchetti di riscontro, anche detti blocchetti pianparalleli o blocchetti di Johansson dal nome della casa costruttrice che per prima iniziò a produrli, sono blocchi di acciaio temprato o ceramici (meno soggetti a ossidazione e con delta termico assai minore)  a facce parallele levigate e spianate con estrema cura. Hanno spessore caratteristico indicato su una faccia. Si usano come misure campione, sia singoli sia sovrapposti.
Sono comunemente definiti strumenti secondari.

## Calibro a corsoio
Il calibro a corsoio di solito è impiegato nelle varianti a nonio oppure digitale, serve per misurare in millimetri o frazioni di millimetro gli oggetti posti tra i due becchi, oppure la distanza interna tra due parti dello stesso oggetto, usando una seconda coppia di becchi. Molto diffuso è il calibro a ventesimale che può misurare ventesimi di millimetro grazie al nonio. Nella sua versione comune è costituito da un'asta graduata in millimetri con all'estremità un becco fisso sulla quale scorre un corsoio con nonio recante il secondo becco. Alcune varianti hanno indicatori a lancetta oppure digitali. È lo strumento di misura più usato in officina, immancabile in ogni laboratorio anche amatoriale.

## Calibro per alesaggi
Il calibro per alesaggi si usa per accurate misure del diametro dei fori (alesaggio) ed è in sostanza un calibro per interni. Può essere telescopico oppure a larghezza variabile. In ambo i casi la misura si ottiene quando il calibro resta bloccato all'interno del foro. È molto usato nelle officine per automobili per la misura dell'alesaggio delle canne dei cilindri.

## Comparatore
Il comparatore misura per confronto differenziale tra il pezzo campione e il pezzo da misurare, oppure anche tra una posizione di riferimento prefissata e un altro punto giacente sul medesimo pezzo. Esistono in molteplici varietà tra cui quelli ad amplificazione meccanica, ad amplificazione ottica, pneumatici, elettrici, interferometrici, minimetri, passametri, passimetri.

## Contafiletti
Il contafiletti misura il passo della filettatura delle viti e delle madreviti. In officina è molto usato per determinare quale misura di utensile impiegare, per esempio per scegliere il maschio con cui filettare il foro che deve accogliere una certa vite oppure per scegliere l'helicoil con cui riportare un filetto rovinato.

## Contagiri e tachimetro
Il contagiri e il tachimetro misurano il numero delle rotazioni nel tempo e la velocità di rotazione istantanea. Di solito sono strumenti meccanici a lancetta oppure elettronici.

## Dinamometro
Il Dinamometro misura le forze. In officina si usa per misurare le forze esercitate da molle, martinetti, argani, o per determinare la forza necessaria a mettere in movimento un macchinario per dimensionarne gli attuatori. La misura del dinamometro è il newton.

## Goniometro e squadrette
Il goniometro e le squadrette misurano gli angoli e la perpendicolarità. In officina si usano soprattutto per la tracciatura, di solito nelle versioni in metallo. I goniometri possono essere semplici, a nonio, ad asta regolabile.

## Livella
La livella, anche detta bolla misura l'orizzontalità di un piano, cioè la sua inclinazione rispetto all'orizzonte locale; può anche determinare l'appartenenza di due punti a un medesimo piano. La più tradizionale è a bolla, le più moderne usano un raggio laser.

## Manometro
Il manometro misura la pressione dei fluidi. In officina si usa per rilevare la pressione dell'aria compressa fornita dal compressore e distribuita agli utensili pneumatici oppure dell'olio di macchinari idraulici o degli pneumatici dell'automobile o di altro ancora.

## Micrometro
Il micrometro, anche detto Palmer, è un calibro a vite per misure centesimali. È costituito essenzialmente da un'asta di misura che s'impana con filettatura alquanto precisa in un telaio ad arco. Versioni specifiche esistono per la misura d'interni, di profondità, di filettature.

## Metro a nastro o flessometro
Il metro a nastro o flessometro misura le lunghezze. È un nastro flessibile su cui è incisa una scala graduata e può essere di plastica, metallo, anche tela o carta. In officina si preferisce quello a nastro metallico.

## Spessimetri
Gli spessimetri misurano gli spessori. Il più comune in officina è lo spessimetro a lamine, in sostanza un calibro fisso composto da lamine metalliche di vario spessore, di solito da 1 centesimo di millimetro a 1 millimetro, lavorate con accuratezza. La misura si esegue per tentativi cercando quale lamina meglio s'inserisce nella cava o nella fenditura che s'intende misurare. La precisione è dell'ordine del centesimo di millimetro o peggiore. Si usurano facilmente per abrasione o graffiatura.